# Mia Martini
Pour les articles homonymes, voir Martini.
Mia Martini (prononcé : [ˈmiːa marˈtiːni]), de son vrai nom Domenica Rita Adriana Bertè (prononcé : [doˈmeːnika berˈtɛ]), est une chanteuse italienne née le 20 septembre 1947 à Bagnara Calabra, en Calabre, et morte le 12 mai 1995 à Cardano al Campo, dans la province de Varèse.
Elle était la sœur de la chanteuse Loredana Bertè.

## Biographie
Mia Martini fut surtout connue dans les années soixante, sous le pseudonyme Mimi Bertè. Les premiers succès arrivent cependant dans les années 1970, lorsqu'elle interprète Padre davvero et Gesù è mio fratello.
En 1972, elle gagne au 'Festivalbar' avec Piccolo uomo, l'année suivante avec Minuetto et en 1975, avec Donna sola.
En 1977, elle représente l'Italie, à Wembley (Londres), au Concours Eurovision de la chanson avec la chanson Libera, qu'elle enregistrera en italien, français, anglais et espagnol. Plus tard, en 1982, elle remporte le premier prix de la critique au Festival de Sanremo, avec E non finisce mica il cielo, écrit par Ivano Fossati.
Les années 1980 marquent une des périodes les plus difficiles dans la carrière de Mia Martini. Sa maison d'édition, DDD (La Drogueria de Drugolo), après avoir sorti l'album Mimi en 1981 et Quante volte ho contato le stelle en 1982, tente d'envoyer la chanteuse au Festival de Sanremo avec un texte de Paolo Conte, Spaccami il cuore, qui est écarté aux sélections en devenant un simple 45 tours (« Spaccami il cuore » et «Lucy»), en édition limitée.
Elle mûrit le projet de se retirer de la scène, mais vient l'idée d'organiser un concert. Ce répertoire est enregistré en studio et vidéo et deviendra l'album Miei compagni di viaggio (Mes copains de voyage), comprenant les reprises de quelques chansons d'auteurs chers à Mia Martini : Leonard Cohen, John Lennon, Jimi Hendrix, Joni Mitchell, Randy Newman, Kate Bush, Luigi Tenco, Fabrizio De André, Francesco De Gregori, Chico Buarque de Holanda, Vinícius de Moraes, Joan Manuel Serrat. Beaucoup sont ses amis, qui la saluent parfois en participant parmi les choristes dans ses concerts : Claudio Pascoli (it), Maurizio Preti, Shel Shapiro (it), Carlo Siliotto, Shel Shapiro (it), Giulio Capiozzo (it), Loredana Bertè (sa sœur), Ivano Fossati, Cristiano De André, Guido Harari (it), Ezio de Rosa, Aida Cooper, Riccardo Zappa, Antonio Panarello, Gilberto Martellieri, Franco Cesaretto, Mimi Gates, Ralf Gewald, Mark Harris, Piero Mannucci, Peter Brandt, George Cocilovo et Jurgen Kramer. Le concert se terminera avec le significatif Ed ora dico sul serio de Chico Buarque de Holanda.
Son grand retour sera en 1989, avec Almeno tu nell'universo écrit par Bruno Lauzi, avec lequel elle remporte une nouvelle fois le Prix de la critique, et sa carrière reprend avec d'autres albums et participations au Festival de Sanremo, comme La nevicata del '56 de Franco Califano en 1990.
En 1992, elle est deuxième au Festival de Sanremo avec Gli uomini non cambiano de Giancarlo Bigazzi. La même année, elle participe à nouveau au Concours Eurovision de la chanson, avec Rapsodia, se classant quatrième sur vingt-trois participants.
Sa dernière participation au Festival de Sanremo remonte à 1993, en duo avec sa sœur Loredana Bertè, en interprétant Stiamo come stiamo. Sa chanson E la vita racconta n'est pas sélectionnée pour l'année suivante. Parmi ses dernières chansons, Viva l'amore et Tutto sbagliato baby.
Mia Martini est décédée subitement le 12 mai 1995, à Cardano al Campo (Varèse). Le Prix de la Critique du festival de Sanremo porte son nom pour rendre hommage à la triple lauréate de ce prix.

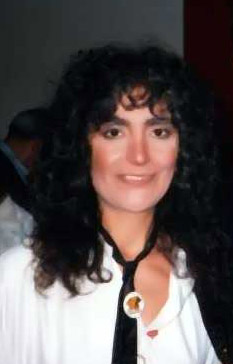
Mia Martini durant un concert à Caselle Landi en 1986.

## Postérité
En 2019, sort en salles le film biographique réalisé par Riccardo Donna, Io sono Mia (le titre est, en italien, à double sens : Je suis Mia, mais aussi Je suis mienne).

## Discographie
sous le nom Mimì Bertè
- 1963 I miei baci non puoi scordare
- 1963 Insieme
- 1964 Il magone
- 1964 Ed ora che abbiamo litigato
- 1966 Non sarà tardi

sous le nom Mia Martini
- 1971 Padre davvero
- 1971 Gesù è mio fratello
- 1972 Credo
- 1972 Piccolo uomo
- 1972 Donna sola
- 1973 Minuetto
- 1973 Il guerriero
- 1974 Inno
- 1975 Al mondo
- 1975 Donna con te
- 1976 L'amore è il mio orizzonte
- 1976 Che vuoi che sia...se t'ho aspettato tanto
- 1977 Libera
- 1977 Domani (duo avec sa sœur Loredana Bertè)
- 1977 Per amarti
- 1978 Vola
- 1979 Danza
- 1981 Ti regalo un sorriso
- 1981 E ancora canto
- 1982 E non finisce mica il cielo
- 1982 Quante volte
- 1982 Bambolina
- 1985 Spaccami il cuore
- 1989 Almeno tu nell'universo
- 1990 La nevicata del '56
- 1992 Gli uomini non cambiano
- 1992 Rapsodia
- 1993 Stiamo come stiamo (duo avec sa sœur Loredana Bertè)
- 1994 Viva l'amore